# Museum Krona

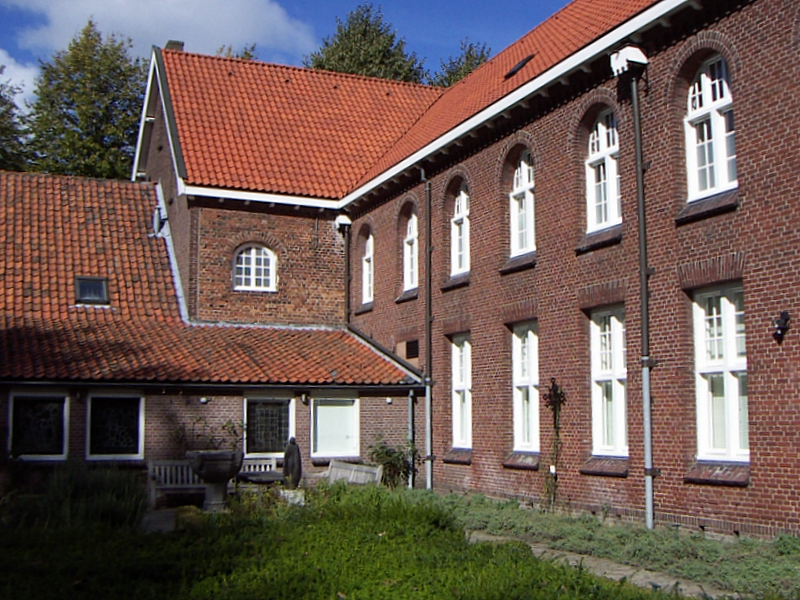
Museum Krona

Het Museum Krona (eerder: Museum voor Religieuze Kunst) in de Noord-Brabantse plaats Uden werd in 1973 opgericht. De toen nog bescheiden collectie werd tentoongesteld in een vrijgemaakte vleugel van de nog bewoonde abdij Maria Refugie van de Zusters Birgittinessen aan de rand van Uden. In de loop der jaren is de collectie expansief gegroeid, werd het museum diverse malen uitgebreid en verrijkt met een kruidentuin. Het museum werd al eens verbouwd in 2005-2007 en opnieuw in 2018-2019 door architect Cees Dam, sindsdien is de naam van het museum gewijzigd in 'Museum Krona. Kunst, klooster, kruidentuin'. 

## Collectie
Aanvankelijk bestond de collectie uit de verzameling van het bisdom 's-Hertogenbosch, preciosa van de zusters birgittinessen en een groot bruikleen middeleeuwse sculptuur van het Rijksmuseum (m.n. van de hand van de 'Meester van Koudewater'). Hiermee werd de basis gelegd voor de huidige collectie die in hoofdzaak een Zuid-Nederlandse en Vlaamse signatuur draagt. Het museum herbergt een grote verzameling middeleeuwse beelden, een groep zeer zeldzame monstransen van rond 1500, een omvangrijke collectie volksdevotie, waaronder tienduizenden bidprentjes, en een groot aantal stukken die de geschiedenis van de abdij en van de regio belichten. Bijzonder zijn ook de deelverzamelingen iconen en hedendaagse religieuze kunst, die wegens ruimtegebrek overigens niet altijd getoond kunnen worden.